# Krzepice
Krzepice – miasto w południowej Polsce, w województwie śląskim, w powiecie kłobuckim, siedziba władz gminy miejsko-wiejskiej Krzepice.
Krzepice leżą na terenie Małopolski, w pobliżu jej historycznej granicy z Wielkopolską i Śląskiem, którą stanowią rzeki Liswarta oraz Prosna. Były miastem królewskim Korony Królestwa Polskiego położonym w końcu XVI wieku w tenucie krzepickiej w powiecie lelowskim województwa krakowskiego. W latach 1918–1939 Krzepice wchodziły w skład województwa kieleckiego, później po wojnie w latach 1945-1950 również były częścią województwa kieleckiego, a w latach 1950-1975 włączono je do województwa katowickiego. Według podziału administracyjnego z lat 1975–1998 miasto należało do województwa częstochowskiego. W wyniku reformy administracyjnej w 1999 roku włączone zostało do województwa śląskiego, z siedzibą w Katowicach, ale mimo tego Krzepice nie są częścią Śląska.
Krzepice są ośrodkiem administracyjnym, kulturalnym i gospodarczym o znaczeniu lokalnym.
Według danych z 31 grudnia 2012 roku miasto miało 4492 mieszkańców.

## Położenie
Miasto położone jest w Obniżeniu Krzepickim, stanowiącym środkowo-północną część Wyżyny Woźnicko-Wieluńskiej. Krzepice leżą nad trzema rzekami: Piskarą, Piszczką i najdłuższą z nich Liswartą.

## Podział administracyjny
Teren miasta Krzepice podzielony jest na 3 jednostki pomocnicze gminy, nazwane osiedlami. Są to:
- Krzepice Stare Miasto;
- Kuźniczka;
- Kuków.

W rejestrze TERYT wyróżnionych jest 7 integralnych części miasta. Są to:
- Kuków (0931879);
- Kuźniczka (0931885);
- Magreta (0931891);
- Nowokrzepice (0931900);
- Podkurnia (0931916);
- Praga (0931922);
- Siekiery (0931939).

## Nazwa
Miejscowość ma metrykę średniowieczną i notowana jest po raz pierwszy na przełomie XIII i XIV wieku. W 1356 jako Crzepycze, 1357 in Crzepicz, 1360-1364 Krzepicze, 1384 Crepitz, 1391 Crepicz, 1419 Creppicze, 1470-80 Krzyepycze, 1530 Krzepice .
Nazwa pochodzi od nazwy osobowej Krzepa i oznacza miejsce zamieszkania potomków lub członków rodu osoby, którą tak nazywano.
W księdze łacińskiej Liber fundationis episcopatus Vratislaviensis (pol. Księga uposażeń biskupstwa wrocławskiego), spisanej za czasów biskupa Henryka z Wierzbna w latach 1295–1305, miejscowość została wymieniona w zlatynizowanej formie Crippicz antiquum.
Nazwę miejscowości w zlatynizowanej staropolskiej formie oppidum Krzepycze wymienił w latach 1470–1480 Jan Długosz w księdze Liber beneficiorum dioecesis Cracoviensis.

## Historia

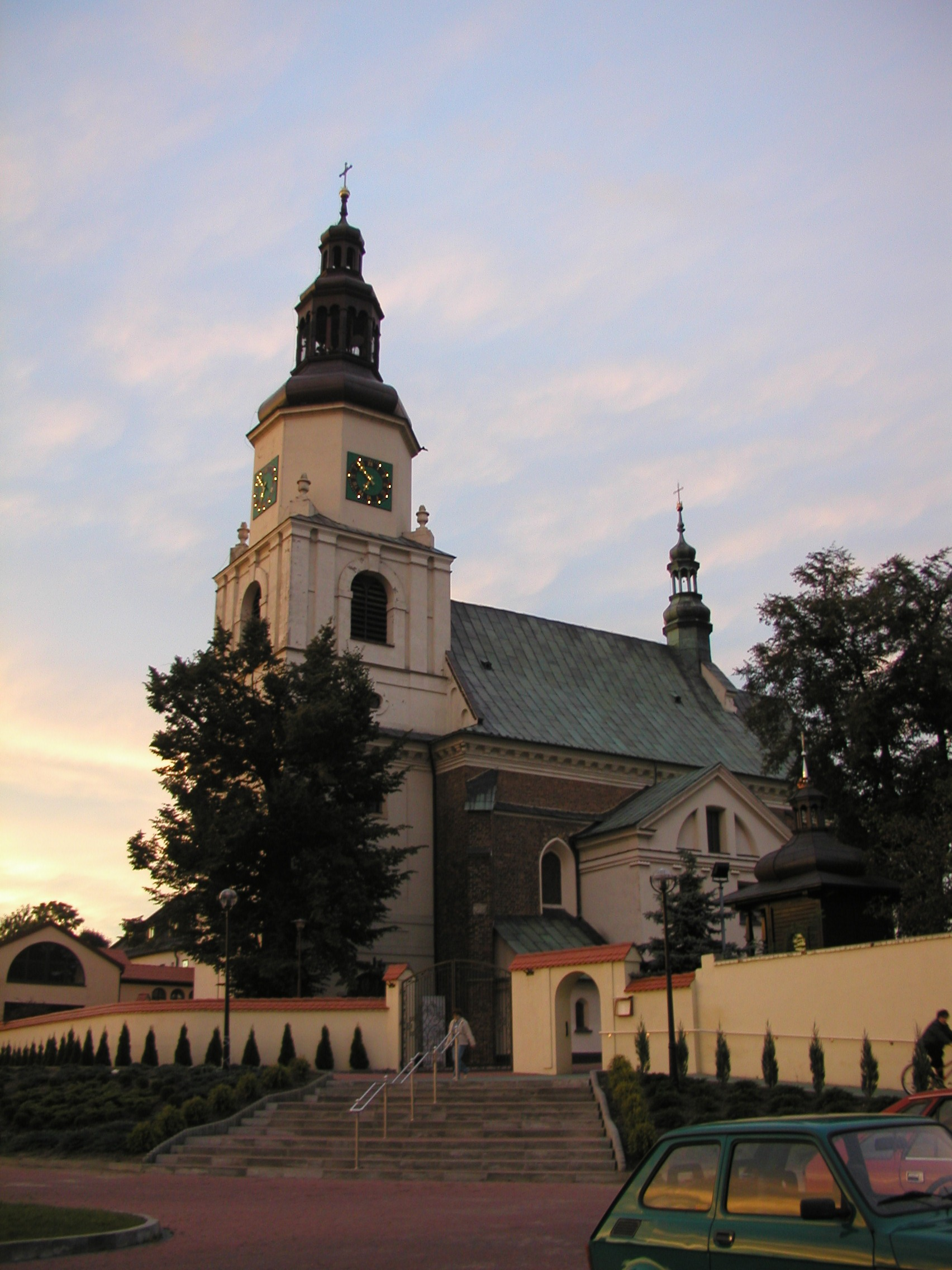
Kościół pw. św. Jakuba (wrzesień 2005)

W XII w. w miejscu obecnego miasta, ze względu na jego pograniczne położenie, założono drewniany gród warowny, który położony był na wzgórzu wśród bagnistych łąk zalewanych wodami Liswarty. Krzepice były miastem królewskim, które zostało założone na surowym korzeniu około 1347 roku przez Kazimierza Wielkiego, choć historyczne dokumenty potwierdzające ten fakt zachowały się z 1527 roku. W 1364 w miejscu grodu król polski Kazimierz Wielki polecił zbudować z wypalanej cegły murowany zamek, w którym wielokrotnie przebywał. Dziś z tej budowli pozostał głównie zarys fosy i wałów  .
W 1370 Ludwik Węgierski król Polski i Węgier nadał Krzepice oraz inne pograniczne grody jako lenno swemu siostrzeńcowi Władysławowi Opolczykowi. W 1396 miasto z powrotem do Korony Królestwa Polskiego przyłączył król Polski Władysław Jagiełło. W 1407 wydał on przywilej dla Krzepic zezwalający na trzebież okolicznych lasów oraz zakładanie w jego miejscu pól i ogrodów. Miasto objął wolnizną na zagospodarowanie po upływie, której posiadający te ogrody mieli płacić czynsz. Później czynsz ten w połowie przeznaczony był na potrzeby miasta, a druga połowa na potrzeby starosty zamku krzepickiego. Przez miejscowość biegł ważny trakt komunikacyjny z Krakowa i Wiślicy do Wielkopolski. Odnotowane zostały przejazdy króla polskiego Władysława Jagiełły przez Miechów, Lelów, Kłobuck, Krzepice i Wieluń zmierzającego tą drogą do Wielkopolski .
Dokumenty historyczne z lat 1429–1431 odnotowują istnienie rady miejskiej oraz pierwszego burmistrza Mikołaja Kosiska. W 1436 odnotowano ratusz, radę oraz pieczęć miejską. Tego samego roku wojewoda lwowski oraz starosta krzepicki Jan Mężyk z Dąbrowy razem z rajcami miasta Krzepice ufundowali i uposażyli nowy szpital pod wezwaniem Ś. Ducha, Ś. Trójcy, Ś. Krzyża i Ś. Stanisława. Szpital ten umiejscowiony był na Nowym Rynku w Krzepicach. Ubodzy zamieszkujący w szpitalu utrzymywali się z jałmużny dawanej przez krzepickich mieszczan na ręce miejscowych rajców, którzy przekazywali je tej instytucji. Szpital posiadał także własne zabudowania gospodarcze oraz przyznano mu również 1 łan z łąkami, z których zbierano siano dla wyżywienia własnego bydła .
W 1450 król polski Kazimierz Jagiellończyk potwierdził przywileje miejskie w tym od dawna odbywające się targi oraz celem poprawienia stanu gospodarczego miasta ustanowił wolny targ tygodniowy we czwartki, na którym mogli swobodnie sprzedawać swoje towary kupcy z Królestwa oraz ze Śląska. Przywileje miejskie zostały także potwierdzone przez kolejnych królów polskich w 1493 przez Jana Olbrachta oraz w latach 1506, 1523-27 przez Zygmunta I Starego. W 1456 podczas wojny trzynastoletniej miasto wraz z Kłobuckiem wysyłały na wyprawę wojenną przeciw Krzyżakom 12 pachołków, 1 wóz i 2 łuczników .
Od 1552 w miejscowym zamku wraz z synem Janem II Zygmuntem Zápolyą mieszkała polska królewna Izabela Jagiellonka. Odwiedzał ją w Krzepicach jej brat król polski Zygmunt August. W 1556 w mieście Marcin Zborowski zatrzymał polską królową Bonę Sforzę, która z ogromnymi skarbami chciała wyjechać do Włoch.
W XV i XVI wieku w mieście rozwijał się handel oraz rzemiosło. Zachowane dokumenty historyczne z lat 1553–1554 odnotowały istnienie w mieście pięciu cechów rzemieślniczych: szewców, piekarzy, prasołów, rzeźników, kowali oraz sukienników. W mieście były 24 jatki rzeźnicze, 8 garnców gorzałczanych gdzie warzono gorzałkę, młyny, folusz, słodownia oraz lokalny browar. W Krzepicach pracowało wówczas 24 szewców, 24 piekarzy oraz 8 prasołów. W 1559 w mieście 64 mieszczan uprawiało 88 łanów długich, a 39 krzepiczan 59 łanów krótkich. Kolejnych 8 posiadało 8 łąk, a 36 z całej liczby mieszczan posiadało 36 ogrodów  .
Tutejszy kościół parafialny pod wezwaniem św. Jakuba Apostoła wzniesiony został w 1357 roku przez Kazimierza III Wielkiego, przebudowany w XV w. i w II połowie XVII w.; stanowi obecnie przykład architektury sakralnej baroku. W XVI w. tutejszy zamek przebudowano w stylu renesansowym.

### Rzeczpospolita Obojga Narodów
W 1569 w wyniku unii lubelskiej miejscowość znalazła się w granicach Rzeczypospolitej Obojga Narodów jako niegrodowe starostwo krzepickie. Leżało w powiecie lelowskim w województwie krakowskim, które obejmowało dużą część ziemi częstochowskiej. Według lustracji z 1660 starostwo krzepickie składało się z miasta Krzepice z zamkiem oraz dwóch folwarków, miasteczka Kłobuck oraz wsi: Starokrzepice, Rembielice, Opatów, Złochowice, Truskolasy, Dankowice, Wręczyce, Zagórze, Zakrzów, Łobodno, Miedzno, Ostrów, Kocin, Dobra, Brzoska, Kawki, Cyganka, Pacanówek, Kostrzyna, Podleżany, Zwierzyniany, Zajączki. Na terenie starostwa znajdowały się również trzy kuźnice .
W okresie I Rzeczypospolitej dzięki licznym królewskim przywilejom w mieście rozwijał się handel oraz działalność gospodarcza. Do pierwszej wojny polsko-szwedzkiej miasto należało do najludniejszych w okolicy. W XVI-XVII wieku znacznie rozwinął się przemysł metalurgiczny. W 1612 roku polską nazwę miejscowości i krzepickie kuźnice wspominał Walenty Roździeński w swoim staropolskim poemacie o śląskim hutnictwie pt. Officina ferraria, abo huta y warstat z kuźniami szlachetnego dzieła żelaznego, m.in. we fragmencie: Po krzepickich kuźnicach – niweckie nastały. Kuźnice, które w Polszcze nasławniejsze były. Prze żelazo, które w nich tak dobre robili. W mieście pracowały duże kuźnice produkujące działa, kule armatnie oraz różne machiny. Funkcjonowała również fabryka drutu.
W czasie potopu szwedzkiego w połowie XVII w. miasto i zamek zajęli na krótko Szwedzi, jednak wyparły ich oddziały miejscowej szlachty i kasztelana Stanisława Warszyckiego.

### Zabory Polski
W 1795 za rzeką Liswartą wzniesione zostało osobne miasto dla starozakonnych, które miało osobną lokację oraz nazwane zostało Nowokrzepicami. W 1812 w mieście znajdowało się 214 domów zamieszkanych przez 1139 mieszkańców. W 1807 r. Krzepice zostały włączone do Księstwa Warszawskiego, w 1813 r. został zajęte przez wojska rosyjskie, a w 1815 roku w wyniku postanowień kongresu wiedeńskiego Krzepice znalazły się w zaborze rosyjskim. W 1827 liczba domów -wzrosła do 298, a mieszkańców do 1315. W 1847 zanotowano 2207 mieszkańców w tym 1054 żydów. W 1860 z 242 domów tylko 14 było murowanych. Miasto zamieszkiwało w tym roku 2163 mieszkańców w tym 1069 żydów.
W okresie powstania styczniowego krzepiczanie aktywnie zaangażowali się w walkę przeciwko zaborcy rosyjskiemu. Już przed wybuchem powstania założono tu tajną organizację, a ówczesny proboszcz – ks. Wawrzyniec Brzeziński – w 1861 r. prowadził procesję manifestacyjną do klasztoru jasnogórskiego, w wyniku czego pozostawał pod tajnym dozorem policji. W trakcie trwania walk kolejny krzepicki proboszcz – ks. Gabriel Krasicki – zgłosił się do oddziału powstańczego. 21 marca 1864 roku odbyła się tu potyczka, jedna z ostatnich w czasie powstania w tym regionie, w której powstańcy zostali pokonani i przez wiele tygodni musieli ukrywać się w lasach. W ramach represji popowstaniowych postanowieniem z 20 marca?/1 kwietnia 1870 miastu odebrano prawa miejskie. Krzepice odzyskały je dopiero po I wojnie światowej.
16 sierpnia 1881 roku w Krzepicach doszło do wielkiego pożaru, w którym doszczętnie spłonęło 75 domów i 47 stodół napełnionych zbożem.
Miasto wymienione zostało w XIX-wiecznym Słowniku geograficznym Królestwa Polskiego jako osada miejska leżąca w powiecie częstochowskim w gminie i parafii Krzepice. W 1883 w mieście znajdowało się 242 domy zamieszkiwane przez 2207 mieszkańców. Miasto liczyło w sumie 3036 morg ziemi miejskiej w tym 2162 rolnej. W miejscowości znajdował się wówczas parafialny, murowany kościół katolicki, szpital, dom schronienia dla 10 starców i kalek, szkoła początkowa, stacja pocztowa, browar oraz młyn wodny.

### II RP
Po odzyskaniu przez Polskę niepodległości miejscowość w 1919 odzyskało utracone prawa miejskie. Krzepice znalazły się w powiecie częstochowskim województwa kieleckiego. W 1926 w mieście wybudowano linię kolejową. W okresie międzywojennym w II Rzeczypospolitej stacjonowała w miejscowości placówka Straży Celnej II linii „Krzepice” .
Do wybuchu II wojny światowej liczącą się grupę społeczną Krzepic stanowili Żydzi (około 40% mieszkańców Krzepic stanowili Żydzi). Pamiątką po tym pozostaje zabytkowy cmentarz żydowski i ruiny bożnicy (usytuowane w lewobrzeżnej części miejscowości o historycznej nazwie Kuźniczka). W pierwszej połowie 1936 roku doszło do ekscesów o podłożu antysemickim.

### II wojna światowa
Krzepice zostały zajęte przez wojska niemieckie już 1 września 1939 r. pomimo polskiego oporu. Ostatecznie w październiku 1939 r. Krzepice i zachodnia część powiatu częstochowskiego w województwie kieleckim zostały włączone bezpośrednio do III Rzeszy (Częstochowę i pozostałą część powiatu włączono już do Generalnego Gubernatorstwa). Na początku okupacji Niemcy nadal używali polskiej nazwy miasta, a w 1941 planowali zmianę na Krippitz O.S. Ostatecznie zniemczyli ją tylko częściowo i od 1941 do końca okupacji używali nazwy Krzepitz. Poczta używała odtąd nazwy Krzepitz (Oberschl).
Czas okupacji był trudny dla mieszkańców Krzepic, strach, głód, obawa przed aresztowaniem i wywiezieniem towarzyszyły ludziom każdego dnia. W czasie wojny wielu mieszkańców doświadczyło wielu jej okrucieństw. Dziesiątki ludzi zmarło po wojnie na skutek wycieńczenia organizmu i nabytych chorób. 
Na wiosnę 1940 r. Niemcy utworzyli w Krzepicach otwarte getto, w którym zgromadzili około 1,8 tys. Żydów. Getto obejmowało ulice Rebielską, Krakowską, Solną i Dzielną. Na polecenie Niemców powstał Judenrat oraz policja żydowska. Do obowiązków Judenratu należało między innymi dostarczanie robotników wysyłanych do obozów pracy przymusowej dla Żydów. W 1941 i na początku 1942 r. przeprowadzono selekcję. Wybranych, wykwalifikowanych robotników przesiedlono wówczas do getta w Częstochowie, aby uzupełnić tamtejsze niedobory siły roboczej. W czerwcu i lipcu 1942 r. większość Żydów z Krzepic wywieziono do niemieckiego nazistowskiego obozu zagłady Auschwitz-Birkenau; pozostałych wywieziono do getta w Sosnowcu. Później również oni zostali wysłani „transportami śmierci” do obozu Auschwitz-Birkenau. Ostatnim dniem istnienia getta był 22 czerwca 1942 roku.

### Okres powojenny
W styczniu 1945 do miasta wkroczyła Armia Radziecka kładąc kres okupacji niemieckich nazistów. Rok 1945 był przełomowy zmienił się ustrój, położenie miasta, które straciło charakter przygraniczny. Mieszkańcy rozpoczęli odbudowę ze zniszczeń wojennych. W okolicy znajdują się zasoby gliny ceramicznej w wyniku czego rozwinęła się po wojnie produkcja cegieł. W okresie PRL w mieście znajdowała się szkoła ogólnokształcąca oraz 3 szkoły podstawowe. Funkcjonował szpital oraz placówki socjalne. W 1961 miasto miało 29,07 km² obszaru zamieszkiwanego przez 4229 mieszkańców 

### Przynależność administracyjna
| Okres                  |                                                                 | Państwo                       | Zwierzchność                                | Jednostka administracyjna                                     | Status miasta                                                    |
| ---------------------- | --------------------------------------------------------------- | ----------------------------- | ------------------------------------------- | ------------------------------------------------------------- | ---------------------------------------------------------------- |
| XII w. – 1357 lub 1339 | Polska                                                          | Królestwo Polskie             | Królestwo Polskie                           | województwo krakowskie                                        | Gród Krzepice                                                    |
| 1244 lub 1339–1356     | Polska                                                          | Królestwo Polskie             | Królestwo Polskie                           | województwo krakowskie                                        | Miasto Krzepice                                                  |
| 1356–1370              | Polska                                                          | Królestwo Polskie             | Królestwo Polskie                           | województwo krakowskie, krzepicki okręg zamkowy               | Miasto Krzepice                                                  |
| 1370–1391              |                                                                 | Księstwo opolskie             | Księstwo opolskie                           | krzepicki okręg zamkowy                                       | Miasto Krzepice                                                  |
| 1391–1569              | Polska                                                          | Królestwo Polskie             | Królestwo Polskie                           | województwo krakowskie, starostwo krzepickie                  | Miasto Krzepice                                                  |
| 1569–1658              | Polska                                                          | Rzeczpospolita Obojga Narodów | Rzeczpospolita Obojga Narodów               | województwo krakowskie, powiat lelowski, starostwo krzepickie | Miasto Krzepice                                                  |
| 1658–1793              | Polska                                                          | Rzeczpospolita Obojga Narodów | Klasztor Paulinów na Jasnej Górze           | województwo krakowskie, powiat lelowski, starostwo kłobuckie  | Miasto Krzepice                                                  |
| 1793                   |                                                                 | Królestwo Prus                | Królestwo Prus                              | Prusy Południowe, departament łęczycki, powiat częstochowski  | Miasto Krzepice                                                  |
| 1793–1795              | Prusy Południowe, departament piotrkowski, powiat częstochowski | Królestwo Prus                | Królestwo Prus                              |                                                               | Miasto Krzepice                                                  |
| 1795–1807              | Prusy Południowe, departament kaliski, powiat częstochowski     | Królestwo Prus                | Królestwo Prus                              |                                                               | Miasto Krzepice                                                  |
| 1807–1815              | Polska                                                          | Księstwo Warszawskie          | Cesarstwo Francuskie                        | departament kaliski, powiat częstochowski                     | Miasto Krzepice                                                  |
| 1815–1816              |                                                                 | Królestwo Polskie             | Imperium Rosyjskie                          | departament kaliski, powiat częstochowski                     | Miasto Krzepice                                                  |
| 1816–1826              | województwo kaliskie, obwód wieluński, powiat częstochowski     | Królestwo Polskie             | Imperium Rosyjskie                          |                                                               | Miasto Krzepice                                                  |
| 1826–1837              | województwo kaliskie, obwód wieluński, powiat częstochowski     | Królestwo Polskie             | Imperium Rosyjskie                          |                                                               | Miasto Krzepice                                                  |
| 1837–1842              | gubernia kaliska, obwód wieluński, powiat częstochowski         | Królestwo Polskie             | Imperium Rosyjskie                          |                                                               | Miasto Krzepice                                                  |
| 1842–1867              | gubernia kaliska, powiat wieluński                              | Królestwo Polskie             | Imperium Rosyjskie                          |                                                               | Miasto Krzepice                                                  |
| 1867–1870              | gubernia piotrkowska, powiat częstochowski                      | Królestwo Polskie             | Imperium Rosyjskie                          |                                                               | Miasto Krzepice                                                  |
| 1870–1916              | gubernia piotrkowska, powiat częstochowski                      | Królestwo Polskie             | Imperium Rosyjskie                          | Wieś Krzepice                                                 |                                                                  |
| 1916–1917              | gubernia piotrkowska, powiat częstochowski                      | Polska                        | Królestwo Polskie                           | Wieś Krzepice                                                 | Rzesza Niemiecka, Austro-Węgry                                   |
| 1917–1918              | gubernia piotrkowska, powiat częstochowski                      | Polska                        | Królestwo Polskie                           | Miasto Krzepice                                               | Rzesza Niemiecka, Austro-Węgry                                   |
| 1918                   | gubernia piotrkowska, powiat częstochowski                      | Polska                        | Królestwo Polskie                           | Królestwo Polskie                                             |                                                                  |
| 1918–1939              | Rzeczpospolita Polska                                           | Rzeczpospolita Polska         | województwo kieleckie, powiat częstochowski | Miasto Krzepice                                               |                                                                  |
| 1939–1945              | III Rzesza                                                      | III Rzesza                    | III Rzesza                                  | Miasto Krzepice                                               | Prowincja Górny Śląsk, Kreis Blachstät                           |
| 1939–1945              |                                                                 | Polskie Państwo Podziemne     | Polskie Państwo Podziemne                   | Miasto Krzepice                                               | Okręg Radom-Kielce, Inspektorat E Częstochowa, Obwód Częstochowa |
| 1945–1950              | Polska                                                          | Rzeczpospolita Polska         | Rzeczpospolita Polska                       | Miasto Krzepice                                               | województwo kieleckie, powiat częstochowski                      |
| 1950–1952              | Polska                                                          | Rzeczpospolita Polska         | Rzeczpospolita Polska                       | Miasto Krzepice                                               | województwo katowickie, powiat częstochowski                     |
| 1952–1975              | Polska                                                          | Polska Rzeczpospolita Ludowa  | Polska Rzeczpospolita Ludowa                | Miasto Krzepice                                               | województwo katowickie, powiat kłobucki                          |
| 1975–1989              | Polska                                                          | Polska Rzeczpospolita Ludowa  | Polska Rzeczpospolita Ludowa                | Miasto Krzepice                                               | województwo częstochowskie, rejon kłobucki                       |
| 1989–1998              | Polska                                                          | Rzeczpospolita Polska         | Rzeczpospolita Polska                       | Miasto Krzepice                                               | województwo częstochowskie, rejon kłobucki                       |
| od 1999                | Polska                                                          | Rzeczpospolita Polska         | Rzeczpospolita Polska                       | Miasto Krzepice                                               | województwo śląskie, powiat kłobucki, gmina Krzepice             |

## Demografia
| Rok                | 1812 | 1827 | 1847 | 1860 | 1883 | 2000 | 2010 | 2011 | 2012 |
| Liczba mieszkańców | 1139 | 1315 | 2207 | 2163 | 2693 | 4576 | 4520 | 4516 | 4492 |

Piramida płci i wieku mieszkańców Krzepic w 2014 roku:

## Transport

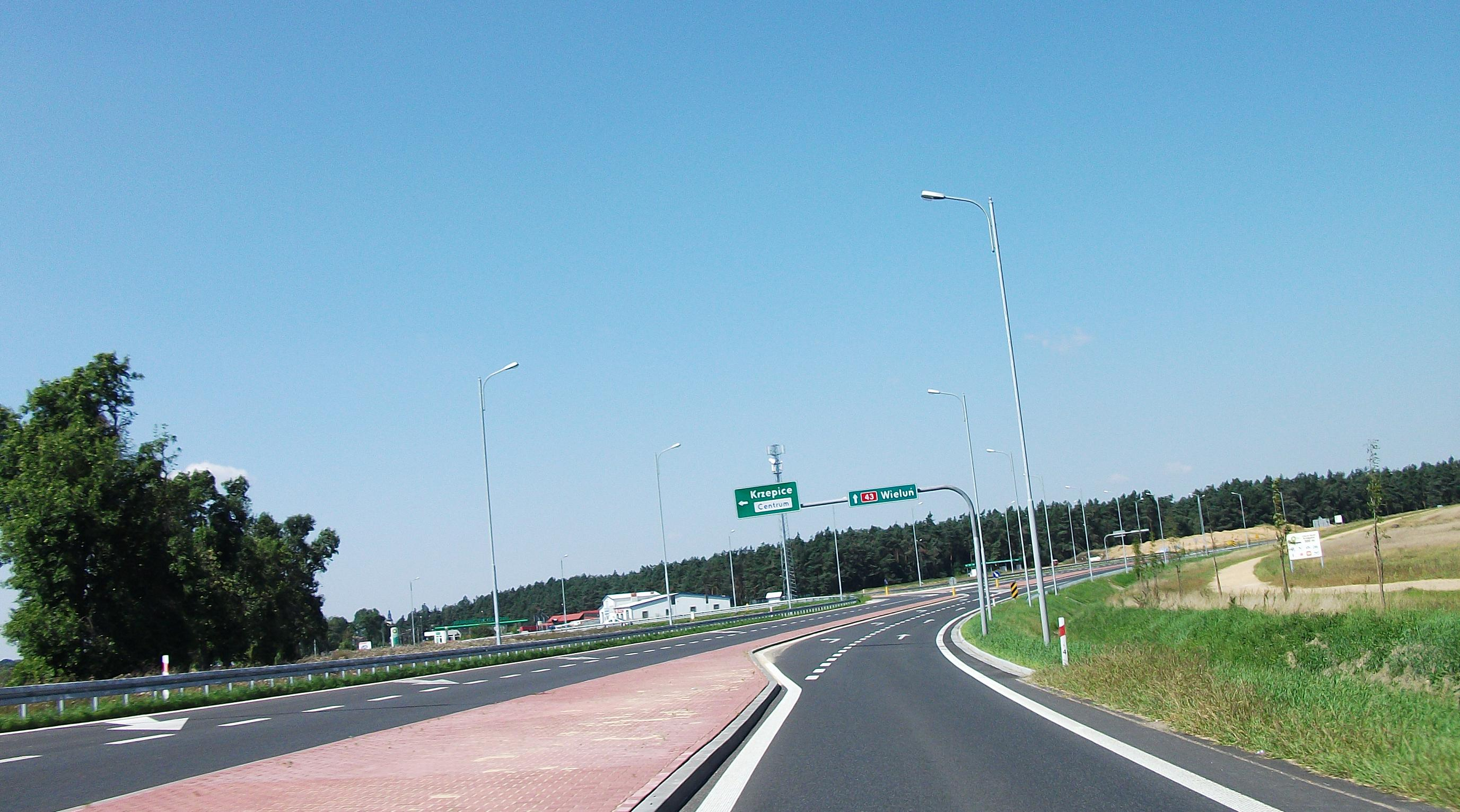
Fragment obwodnicy Krzepic (sierpień 2010)

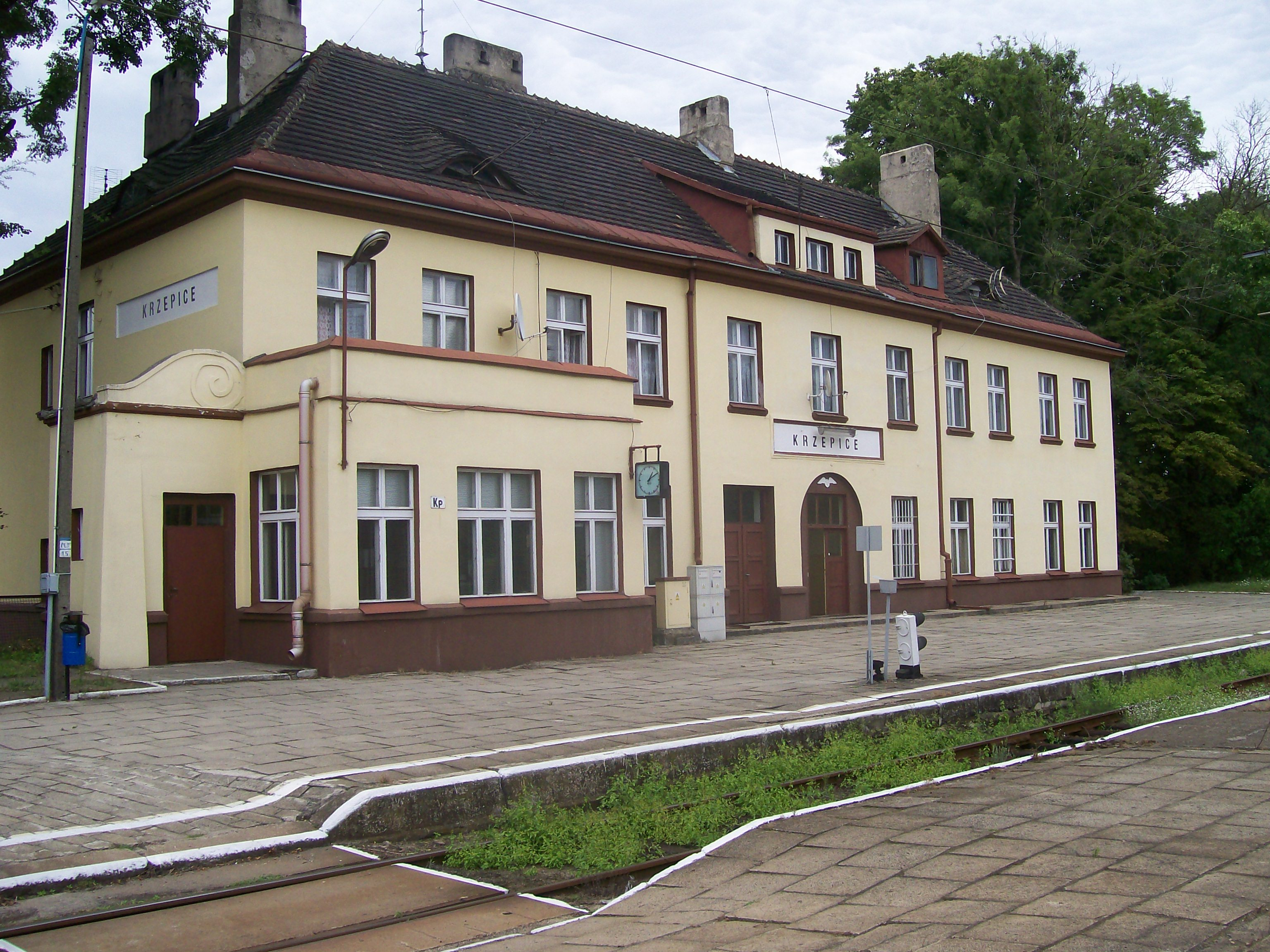
Stacja kolejowa w Krzepicach

Przez obrzeża Krzepic przebiega droga krajowa nr 43 łącząca Częstochowę z Wieluniem.
W listopadzie 2009 roku została oddana do użytku obwodnica w ciągu drogi krajowej. Obwodnica posiada klasę drogi głównej przyspieszonej (GP), a w jej ciągu powstały wiadukt, dwa mosty oraz trzy skrzyżowania z wydzielonymi lewoskrętami.
Przez miasto przebiega również wybudowana w 1926 roku linia kolejowa nr 181 relacji Herby Nowe – Wieluń Dąbrowa. Pasażerska komunikacja kolejowa obsługiwana jest przez stację Krzepice.
Komunikację autobusową z większymi ośrodkami miejskimi zapewniają PKS Częstochowa, PKS Wieluń, PKS Lubliniec oraz inni przewoźnicy (również prywatni).
Przepływająca przez Krzepice rzeka Liswarta oraz uchodzące do niej Piskara i Piszczka nie były nigdy rzekami spławnymi (żeglownymi), stanowiły za to przeszkody w budowie komunikacyjnych szlaków lądowych (dróg).

## Zabytki

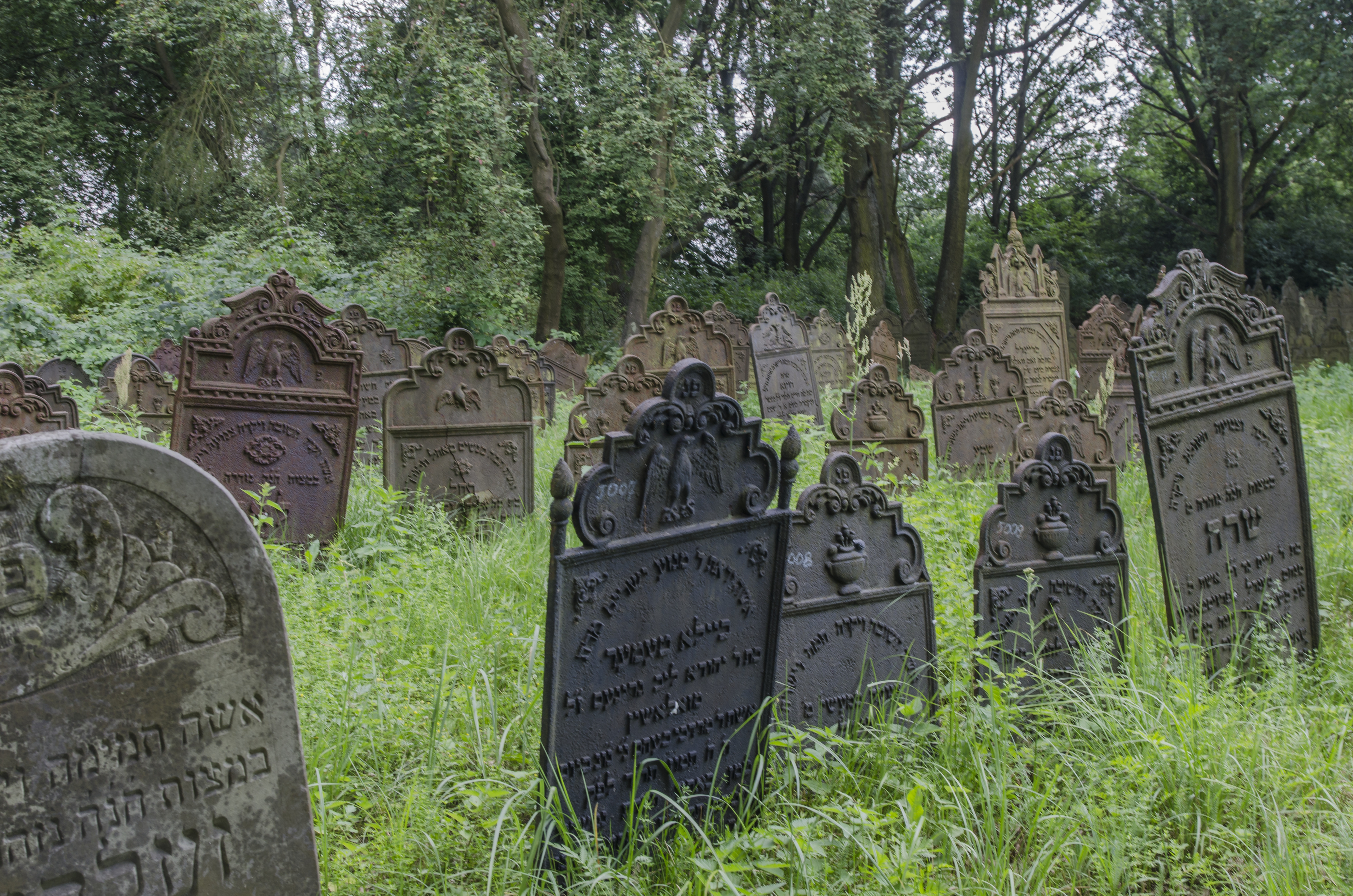
Żeliwne macewy na cmentarzu żydowskim (lipiec 2014)

Na terenie Krzepic znajduje się wiele obiektów wpisanych do rejestru zabytków. Są to:
- układ urbanistyczny – numery w rejestrze: R/404/53 z 31 marca 1953, 1128/69 z 27 grudnia 1969 oraz 58/78 z 1 marca 1978; głównym jego elementem jest rynek i regularna siatka odchodzących ulic;
- zespół klasztorny kanoników regularnych, pochodzący z XV–XIX wieku; w którego skład wchodzą:
  - Kościół Świętego Jakuba Apostoła – numery w rejestrze: 1118/69 (R/513/57) z 27 grudnia 1969 oraz 54/78 z 16 lutego 1978,
  - klasztor, ob. plebania – numery w rejestrze: 1119/69 z 27 grudnia 1969 oraz 55/78 z 16 lutego 1978;
- ruiny synagogi – numer w rejestrze: 1121/69 z 27 grudnia 1969;
- cmentarz żydowski, XVIII–XX wiek – numer w rejestrze: A/426/88 z 27 maja 1988;
- fortyfikacje ziemne, pozostałości zamku – numery w rejestrze: R/42 z 28 sierpnia 1947, R/514 z 2 maja 1957, 1120/69 z 27 grudnia 1969 oraz 56/78 z 10 marca 1978.

## Wspólnoty wyznaniowe
- Kościół katolicki:

- parafia św. Jakuba Apostoła.

- Świadkowie Jehowy:

- zbór Krzepice (Sala Królestwa ul. Muznerowskiego 167).

## Sport
W Krzepicach działa klub piłkarski Liswarta Krzepice. Klub założony został w 1946 roku pod nazwą Ogniwo Krzepice. W sezonie 2025/2026 występuje w V lidze grupie śląskiej I (północnej). Drużyna Liswarty rozgrywa swoje mecze na stadionie miejskim przy ulicy Sportowej 1.